# Jörg Mayer (Jurist)

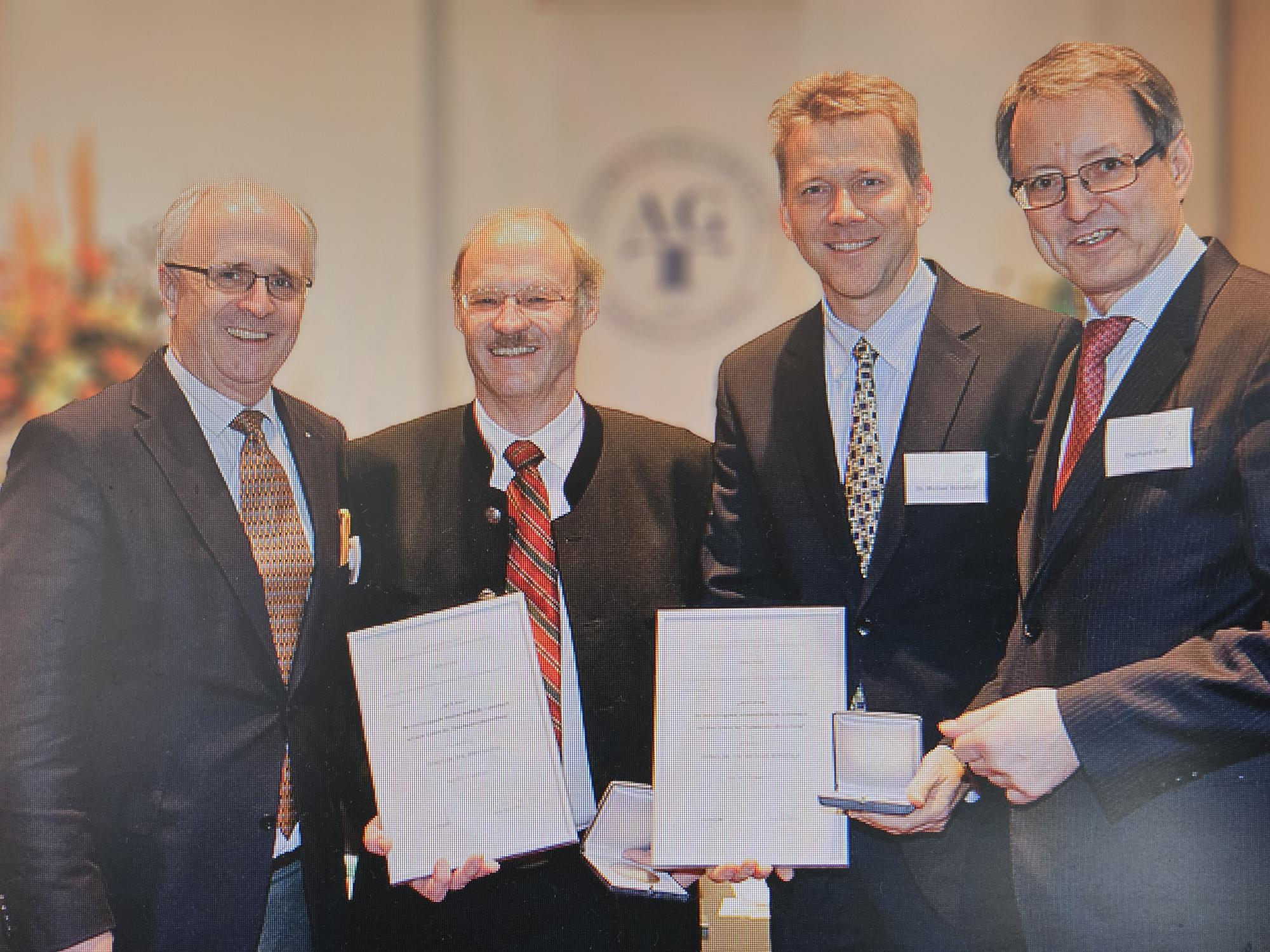
Preisverleihung des Wissenschaftsehrenpreises der AGT an Prof. Dr. Jörg Mayer (2. v. l.) und Dr. Michael Bonefeld (2. v. r.)

Jörg Mayer (* 19. Oktober 1956 in Augsburg; † 23. Oktober 2015) war ein deutscher Notar. Sein Tätigkeitsschwerpunkt lag im deutschen Erbrecht.

## Leben
Mayer studierte Rechtswissenschaften an der Universität Würzburg und wurde nach dem Ersten Staatsexamen 1980 wissenschaftlicher Mitarbeiter bei Kurt Kuchinke. Im Rahmen dieser Tätigkeit arbeitete Mayer am Standardwerk Lehrbuch des Erbrechts mit, das Kuchinke ab der 2. Auflage herausgab. Nach dem Zweiten Staatsexamen erhielt Mayer eine Stelle als Notarassessor. 1987 übernahm er das Notariat in Pottenstein, in dem er bis 2005 tätig war. Danach verlegte er seinen Amtssitz nach Simbach am Inn. 
Mayer kommentierte vor allem erbrechtliche Normen in großen juristischen Standardkommentaren wie dem Münchener Kommentar oder dem Staudinger. Darüber hinaus war er Mitautor mehrerer Standardwerke (wie z. B. Mayer/Bonefeld, Testamentsvollstreckung, ISBN 978-3-8487-8369-4) und Verfasser von Beiträgen in juristischen Fachzeitschriften. 2014 erhielt er zusammen mit Michael Bonefeld den Wissenschaftsehrenpreis der AGT (Arbeitsgemeinschaft Testamentsvollstreckung und Vermögenssorge e.V.)  für herausragende wissenschaftliche Leistungen auf dem Gebiet der Testamentsvollstreckung und Vermögenssorge. Am 6. Februar 2015 wurde Mayer zum Honorarprofessor an der Universität Erlangen/Nürnberg für das Fachgebiet Bürgerliches Recht, insbesondere Familien- und Erbrecht berufen.

## Quelle
- Nachruf in ZEV 2015, 673